# Камчатська гірська тундра та лісотундра
Камчатська гірська тундра та лісотундра — екорегіон (WWF ID: PA0603), що охоплює центральний гірський масив півострова Камчатка, Росія. У регіоні можна зустріти вулкани, кальдери, гейзери і гірську тундру. Займає площу 119400 км².

## Місцезнаходження та опис
Екорегіон охоплює найвищі схили Серединного хребта — центрального гірського хребта Камчатки, що простягається приблизно на 700 км з північного сходу на південний захід та Східного хребта, що простягається вздовж південно-східного узбережжя. Екорегіон оточено екорегіоном Камчатсько-Курильські луки та рідколісся, що охоплює долини річок та приморську низовину.

## Клімат
Регіон має вологий континентальний клімат (класифікація Коппена Dfc). Характеризується високими коливаннями температури як добових, так і сезонних; з довгою, холодною зимою та коротким, прохолодним літом. Середня кількість опадів становить близько 604 мм/рік. Середня температура в центрі екорегіону становить -24,9° C у січні та 20,3° C у липні.

## Флора і фауна
Екорегіон є найпівденнішим великим простором арктичної тундри у світі (51-60 °N). Район примітний «азональними» флористичними спільнотами — середовища існування, які формуються навколо гарячих джерел, вулканічної активності та гірських озер. Однак більшість квіткових спільнот згруповані за висотними зонами. Береза Ермана (Betula ermanii) утворює зональний рослинний пояс на висотах 600—800 м у горах; вище розташовані альпійські трави та тундрові квіткові групи.

## Заповідники
- Кроноцький заповідник